# Superserien 1996
Superserien 1996 var Sveriges högsta division i amerikansk fotboll för herrar säsongen 1996. Serien spelades 4 maj–21 juli 1996. Serien bestod av två konferenser, Norra konferensen och Södra konferensen, och vanns av Stockholm Mean Machines respektive Kristianstad C4 Lions. I en sammanvägd tabell hade Kristianstad segrat. Gefle Red Devils var kvalificerade men drog sig ur. Lagen möttes i dubbelmöten i den egna konferensen och i enkelmöten mellan konferenserna. Vinst gav 2 poäng, oavgjort 1 poäng och förlust 0 poäng.
De två bäst placerade lagen i varje konferens gick vidare till slutspel. SM-slutspelet spelades 27 juli–18 augusti och vanns av Kristianstad C4 Lions.
Det sämst placerade laget i den södra konferensen fick kvala mot ett lag från division 1 om en plats i nästa års serie.

## Tabeller

### Norra konferensen
| Nr | Lag                     | S | V | O | F | GP  | IP  | PS   | P  |
| -- | ----------------------- | - | - | - | - | --- | --- | ---- | -- |
| 1  | Stockholm Mean Machines | 8 | 5 | 0 | 3 | 188 | 174 | +14  | 10 |
| 2  | Uppsala 86ers           | 8 | 4 | 0 | 4 | 139 | 123 | +16  | 8  |
| 3  | Solna Chiefs (RM)       | 8 | 1 | 0 | 7 | 87  | 264 | −177 | 2  |

### Södra konferensen
| Nr | Lag                   | S | V | O | F | GP  | IP  | PS   | P  |
| -- | --------------------- | - | - | - | - | --- | --- | ---- | -- |
| 1  | Kristianstad C4 Lions | 9 | 9 | 0 | 0 | 397 | 112 | +285 | 18 |
| 2  | Limhamn Griffins (RL) | 9 | 7 | 0 | 2 | 206 | 91  | +115 | 14 |
| 3  | Göteborg Giants       | 9 | 3 | 0 | 6 | 163 | 193 | −30  | 6  |
| 4  | Örebro Black Knights  | 9 | 1 | 0 | 8 | 75  | 298 | −223 | 2  |

Färgkoder:
|      | – Kvalificerad för mästerskapsslutspel |
|      | – Kvalspel mot lag från division 1     |
| (RL) | – Regerande ligamästare (seriesegrare) |
| (RM) | – Regerande svenska mästare            |

## Matchresultat
| Hemma \ Borta           | GG    | KCL   | LG    | SC    | SMM   | U8    | ÖBK   |
| Göteborg Giants         | —     | 8–20  | 6–19  | 47–6  | 26–18 | —     | 54–15 |
| Kristianstad C4 Lions   | 45–10 | —     | 40–36 | 57–6  | —     | 35–21 | 47–0  |
| Limhamn Griffins        | 28–0  | 14–27 | —     | —     | —     | 31–6  | 8–0   |
| Solna Chiefs            | —     | —     | 12–32 | —     | 0–34  | 6–17  | 36–6  |
| Stockholm Mean Machines | —     | 10–57 | 0–32  | 48–18 | —     | 12–3  | —     |
| Uppsala 86ers           | 18–0  | —     | —     | 24–0  | 15–39 | —     | 35–0  |
| Örebro Black Knights    | 24–12 | 7–69  | 0–6   | —     | 23–28 | —     | —     |

## Slutspel

### Semifinaler
|  | 27 juli 1996 | Kristianstad C4 Lions | 41 – 20 | Uppsala 86ers |  |  |
|  |              |                       |         |               |  |  |
|  |              |                       |         |               |  |  |
|  |              |                       |         |               |  |  |

|  | 27 juli 1996 | Stockholm Mean Machines | 8 – 22 | Limhamn Griffins |  |  |
|  |              |                         |        |                  |  |  |
|  |              |                         |        |                  |  |  |
|  |              |                         |        |                  |  |  |

### SM-final
|  | 18 augusti 1996 | Kristianstad C4 Lions | 20 – 14 | Limhamn Griffins | Stockholms stadion |  |
|  |                 |                       |         |                  |                    |  |
|  |                 |                       |         |                  |                    |  |
|  |                 |                       |         |                  |                    |  |

## Kval till Superserien 1997
|  |  | Halmstad Eagles | 19 – 27 | Örebro Black Knights |  |  |
|  |  |                 |         |                      |  |  |
|  |  |                 |         |                      |  |  |
|  |  |                 |         |                      |  |  |